# Abborrtjärnarna (Älvdalens socken, Dalarna, 678522-137805)
Abborrtjärnarna är en sjö i Älvdalens kommun i Dalarna och ingår i Dalälvens huvudavrinningsområde.